# 大分社
大分社（おおいたしゃ）は、大分県大分市羽田に鎮座する神社である。旧社格は郷社。

## 沿革
祭神は大分君稚臣、及び、大分氏の始祖とされる豊門別命（景行天皇の皇子）。稚臣は672年（天武天皇元年）に起きた壬申の乱で功績を挙げた人物で、当社はその死後に武勲を讃えるために創建されたとも言う。
当社は初め六坊村（現在の上野ヶ丘）に鎮座したが、869年（貞観11年）に下郡滝尾山神ヶ迫に遷座。中世以降は豊後国守護であった大友氏の崇敬を受け豊後国一宮とされた。境内には「康安四年」（1365年）の銘がある大友氏が奉納した石塔が残っている。
しかし、柞原八幡宮が一宮とされるようになると次第に衰微。火災等を経て1657年（明暦3年）に現在地に遷座した。1925年（大正14年）には郷社に列せられている。

## 文化財
当社に伝わる羽田神楽は、2005年（平成7年）9月27日に大分市の選択無形民俗文化財に選択されている。2014年（平成26年）には121年ぶりに神楽殿が建て替えられた。